# Verwaltungsgemeinschaft Allendorf (Eder)-Bromskirchen

Lage des Gemeindeverwaltungsverbandes Allendorf (Eder)-Bromskirchen im Landkreis Waldeck-Frankenberg

Die Verwaltungsgemeinschaft Allendorf (Eder)-Bromskirchen war ein Gemeindeverwaltungsverband mit den Mitgliedsgemeinden Allendorf und Bromskirchen und lag im hessischen Landkreis Waldeck-Frankenberg. Sie hatte ihren Sitz in Allendorf (Eder).

## Geschichte
Die Verwaltungsgemeinschaft wurde am 1. Januar 2015 gegründet.
Mit der Fusion der beiden Mitgliedsgemeinden am 1. Januar 2023 zur Gemeinde Allendorf (Eder) wurde die Verwaltungsgemeinschaft aufgelöst.